# Stanislaw Kaczmarek
Stanislaw Kaczmarek (10 de noviembre de 1967) es un deportista alemán que compitió en lucha libre. Ganó una medalla de plata en el Campeonato Europeo de Lucha de 1991, en la categoría de 52 kg.

## Palmarés internacional
| Campeonato Europeo | Campeonato Europeo   | Campeonato Europeo | Campeonato Europeo |
| Año                | Lugar                | Medalla            | Categoría          |
| ------------------ | -------------------- | ------------------ | ------------------ |
| 1991               | Stuttgart (Alemania) | Medalla de plata   | 52 kg              |